# نسبة شارب
نسبة شارب (بالإنجليزية: Sharpe ratio)‏ هي معادلة اخترعها ويليام شارب لقياس العائد الاستثماري المعدل حسب المخاطر، وتستخدم لتقييم أداء المحافظ الاستثمارية ومعرفة إن كان الربح ناتجًا عن قرارات استثمارية جيدة أو نتيجة تحمل مخاطر استثمارية عالية.
{\displaystyle S={\frac {E[R-R_{f}]}{\sqrt {\mathrm {var} [R]}}}.}